# Pittiș Show
Pittiș Show a fost o emisiune radiofonică, realizată de actorul și cântărețul Florian Pittiș pe canalul Trei al Radiodifuziunii Române, Radio 3-România Tineret. 
Pittiș show s-a difuzat timp de aproape 14 ani (martie 1990 - octombrie 2004), inițial o oră pe săptămână, dar destul de repede s-a trecut la 2 ore pe săptămână, duminică seara, de la ora 22.
Florian Pittiș a dedicat emisiunea fenomenului muzicii rock, istoriei și evoluției stilurilor, cu bogate și bine documentate informații legate de începuturile fenomenului în anii 1950 și punctând cele mai importante evenimente și interpreți.
„Rubrica muzicală din „Clubul Curioșilor” avea doar 10-15 minute, ceea ce pentru Moțu era frustrant. După 1980 (probabil după 1990) mi-a spus: «Aș vrea ca Disco – Enciclopedia să devină altceva, o emisiune în direct. Cu durată de o oră, sau chiar două. S-ar putea numi „Pittiș Show”. Ce zici?». Ideea a fost aprobată, iar succesul emisiunii a fost fabulos. Ani de zile dulapul meu gemea de muzică pe care o aducea de acasă, care era copiată pe bandă magnetică și apoi difuzată cu comentariile lui”—Camelia Stănescu, (realizator radio)